# San Marino en el Festival de la Canción de Eurovisión
San Marino participa en el Festival de la Canción de Eurovisión desde su debut en el Festival de 2008. Tras no conseguir el pase a la final en sus primeros cuatro intentos, se clasificó por primera vez en la edición de 2014. Valentina Monetta representó a San Marino en 2012, 2013, 2014 y 2017, convirtiéndose en la primera cantante sanmarinesa en participar en tres ediciones consecutivas, le sigue Senhit (2011, 2020 (cancelado) y 2021) y Serhat (2016 y 2019).
La participación más reciente de Valentina Monetta, en el Festival de Eurovisión 2017 junto con Jimmie Wilson, le dio el título de la mujer con más participaciones en la historia del Festival de la Canción de Eurovisión.

## Historia
En junio de 2007, SMRTV indicó su interés de participar en el Festival de la Canción de Eurovisión en el futuro, dependiendo del interés de los accionistas. Cinco meses después, la cadena sanmarinense confirmó su participación en el Festival de la Canción de Eurovisión 2008.
San Marino, junto con la Ciudad del Vaticano, Kosovo (un estado parcialmente reconocido) y Liechtenstein era uno de los cuatro únicos países ubicados completamente en Europa que no habían participado nunca en el Festival de Eurovisión. Finalmente, el 21 de noviembre de 2007 se anunció que el pequeño país europeo participaría por primera vez en Belgrado.
San Marino estuvo representada en la primera semifinal, el 20 de mayo de 2008, por el grupo de rock Miodio y la canción «Cómplice», obteniendo la última posición con tan solo 5 puntos (2 puntos de Andorra y 3 de Grecia). Al año siguiente, San Marino decide retirarse del Festival de Eurovisión.
En 2011, con el retorno de Italia, el país decide volver al evento tras dos años sin participar alegando problemas financieros. En esta ocasión fue elegida la cantante de origen eritreo Senhit, presentando una balada con la canción «Stand by» («Estaré presente»). Participó en la semifinal y no pasó a la final, aunque mejoró el resultado obtenido en la anterior edición, con 29 puntos otorgados por ocho países. Además, si solo se hubiera tenido en cuenta la votación del jurado, la canción se hubiera clasificado para la final al quedar en noveno puesto con 74 puntos.
Para el Festival de 2012, SMRTV presentó la canción «Facebook uh, oh, oh (A satirical song)», interpretada por Valentina Monetta. La composición, elegida internamente, fue rechazada por la Unión Europea de Radiodifusión debido a que su letra rompía las reglas contra el uso de marcas comerciales, al repetir múltiples veces el nombre de la empresa Facebook. Finalmente, SMRTV presentó una versión del título sin referencias a Facebook titulada «The social network song (oh oh-uh-oh oh)». Quedó en decimocuarto puesto en la semifinal, con 31 puntos. A pesar de no haber conseguido pasar a la final, consiguió votos de países que nunca habían votado a San Marino, como Moldavia (7 puntos) o Montenegro (4).
Confirmó su participación en Festival de Eurovisión de 2013, siendo la cuarta en el certamen. Su representante sería de nuevo Valentina Monetta, con el tema «Crisalide (Vola)», interpretado en italiano. Participó en la segunda semifinal siendo una de las favoritas en las casas de apuestas. Sin embargo, no logró clasificarse. San Marino obtuvo el undécimo puesto, con 47 puntos, a tan solo 16 de llegar a la Gran Final de no haber sido por Georgia, que obtuvo el puesto 10 con 63 puntos. Aun así, el director de la SMRTV, Carlo Romeo, quedó muy satisfecho con el resultado obtenido por la artista, declarando: "Bravissima Valentina".
En junio de 2013, representantes de la televisión del país confirmaron la asistencia de la pequeña república a la edición de 2014, en Copenhague, siendo de los primeros países en hacerlo. Pronto anunciaron que pensaban insistir con Valentina Monetta como representante, lo cual se confirmó el 19 de junio convirtiendo a Monetta en la cuarta persona en participar tres veces consecutivas en el evento. En marzo de 2014 se presentó la canción «Maybe (Forse)» («Quizá»), con la cual participó en la primera semifinal, el 6 de mayo. En esta ocasión, San Marino consiguió por primera vez en su historia la clasificación para la gran final del Festival de Eurovisión, al igual que Montenegro. Finalmente, San Marino quedó en el puesto 24.º, con tan solo 14 puntos. En 2015, Michele Perniola y Anita Simoncini representaron a su país con el tema «Chain of Lights». No pasaron a la final, obteniendo el 16.ª puesto con 11 puntos. 
En el año 2025, Gabry Ponte se convierte en el primer representante de San Marino en clasificar a la final en su primer intento en solitario, al conseguir la cuarta clasificación a la final en la citada edición, tras las conseguidas por Valentina Monetta en 2014, Serhat en 2019 y Senhit en 2021; con 3, 2 y 3 participaciones para su primera clasificación, respectivamente.
San Marino alcanzó la gran final en los años 2014, 2019, 2021 y 2025, y nunca ha estado dentro del Top 10.

## Participaciones
Leyenda
     Ganador
     Segundo puesto
     Tercer puesto
     Cuarto o quinto puesto (Top 5)
     Último puesto
| Año                            | Sede       | Artista                            | Canción                   | Final              | Pts.               | Semifinal          | Pts.               |
| ------------------------------ | ---------- | ---------------------------------- | ------------------------- | ------------------ | ------------------ | ------------------ | ------------------ |
| 2008                           | Belgrado   | Miodio                             | «Complice»                | No se clasificó    | No se clasificó    | 19                 | 5                  |
| No participó entre 2009 y 2010 |            |                                    |                           |                    |                    |                    |                    |
| 2011                           | Düsseldorf | Senhit                             | «Stand by»                | No se clasificó    | No se clasificó    | 16                 | 34                 |
| 2012                           | Bakú       | Valentina Monetta                  | «The social network song» | No se clasificó    | No se clasificó    | 14                 | 31                 |
| 2013                           | Malmö      | Valentina Monetta                  | «Crisalide (Vola)»        | No se clasificó    | No se clasificó    | 11                 | 47                 |
| 2014                           | Copenhague | Valentina Monetta                  | «Maybe»                   | 24                 | 14                 | 10                 | 40                 |
| 2015                           | Viena      | Michele Perniola y Anita Simoncini | «Chain of lights»         | No se clasificó    | No se clasificó    | 16                 | 11                 |
| 2016                           | Estocolmo  | Serhat                             | «I didn't know»           | No se clasificó    | No se clasificó    | 12                 | 68                 |
| 2017                           | Kiev       | Valentina Monetta y Jimmie Wilson  | «Spirit of the night»     | No se clasificó    | No se clasificó    | 18                 | 1                  |
| 2018                           | Lisboa     | Jessika y Jenifer Brening          | «Who we are»              | No se clasificó    | No se clasificó    | 17                 | 28                 |
| 2019                           | Tel Aviv   | Serhat                             | «Say na na na»            | 19                 | 77                 | 8                  | 150                |
| 2020                           | Róterdam   | Senhit                             | «Freaky!»                 | Festival cancelado | Festival cancelado | Festival cancelado | Festival cancelado |
| 2021                           | Róterdam   | Senhit y Flo Rida                  | «Adrenalina»              | 22                 | 50                 | 9                  | 118                |
| 2022                           | Turín      | Achille Lauro                      | «Stripper»                | No se clasificó    | No se clasificó    | 14                 | 50                 |
| 2023                           | Liverpool  | Piqued Jacks                       | «Like An Animal»          | No se clasificó    | No se clasificó    | 16                 | 0                  |
| 2024                           | Malmö      | Megara                             | «11:11»                   | No se clasificó    | No se clasificó    | 14                 | 16                 |
| 2025                           | Basilea    | Gabry Ponte                        | «Tutta l'Italia»          | 26                 | 27                 | 10                 | 46                 |

## Votación de San Marino
Hasta 2025, la votación de San Marino ha sido:
| Más puntos otorgados solo en la gran final | Más puntos otorgados solo en la gran final | Más puntos otorgados solo en la gran final |
| Pos.                                       | País                                       | Puntos                                     |
| ------------------------------------------ | ------------------------------------------ | ------------------------------------------ |
| 1                                          | Italia                                     | 165                                        |
| 2                                          | Grecia                                     | 101                                        |
| 3                                          | Ucrania                                    | 72                                         |
| 4                                          | Israel                                     | 69                                         |
| 5                                          | Suecia                                     | 63                                         |

| Más puntos otorgados en semifinales y final | Más puntos otorgados en semifinales y final | Más puntos otorgados en semifinales y final |
| Pos                                         | País.                                       | Puntos                                      |
| ------------------------------------------- | ------------------------------------------- | ------------------------------------------- |
| 1                                           | Grecia                                      | 177                                         |
| 2                                           | Italia                                      | 165                                         |
| 3                                           | Suecia                                      | 117                                         |
| 4                                           | Ucrania                                     | 93                                          |
| 5                                           | Moldavia                                    | 92                                          |

| Más puntos recibidos solo en la final | Más puntos recibidos solo en la final | Más puntos recibidos solo en la final |
| Pos.                                  | País                                  | Puntos                                |
| ------------------------------------- | ------------------------------------- | ------------------------------------- |
| 1                                     | Albania                               | 23                                    |
| 2                                     | Italia                                | 21                                    |
| 3                                     | Georgia                               | 17                                    |
| 4                                     | Azerbaiyán                            | 16                                    |
| 5                                     | Grecia                                | 13                                    |

| Más puntos recibidos en semifinales y final | Más puntos recibidos en semifinales y final | Más puntos recibidos en semifinales y final |
| Pos.                                        | País                                        | Puntos                                      |
| ------------------------------------------- | ------------------------------------------- | ------------------------------------------- |
| 1                                           | Albania                                     | 68                                          |
| 2                                           | Azerbaiyán                                  | 52                                          |
| 3                                           | Malta                                       | 51                                          |
| 4                                           | Italia                                      | 48                                          |
| 5                                           | Georgia                                     | 47                                          |

## 12 puntos
- San Marino ha dado 12 puntos a:

| Año                            | País         |
| ------------------------------ | ------------ |
| 2008                           | Grecia       |
| No participó entre 2009 y 2010 |              |
| 2011                           | Malta        |
| 2012                           | Irlanda      |
| 2013                           | Grecia       |
| 2014                           | Países Bajos |
| 2015                           | Suecia       |

| Año  | Jurado       | Televoto  |
| ---- | ------------ | --------- |
| 2016 | Países Bajos | Rusia     |
| 2017 | Países Bajos | Bulgaria  |
| 2018 | Suecia       | Dinamarca |
| 2019 | Grecia       | Grecia    |
| 2021 | Polonia      | Moldavia  |
| 2022 | Suecia       | Serbia    |
| 2023 | Sin jurado   | Lituania  |
| 2024 | Sin jurado   | Suiza     |
| 2025 | Sin jurado   | Bélgica   |

| Año                            | País       |
| ------------------------------ | ---------- |
| 2008                           | Grecia     |
| No participó entre 2009 y 2010 |            |
| 2011                           | Italia     |
| 2012                           | Albania    |
| 2013                           | Grecia     |
| 2014                           | Azerbaiyán |
| 2015                           | Letonia    |

| Año  | Jurado   | Televoto  |
| ---- | -------- | --------- |
| 2016 | Ucrania  | Ucrania   |
| 2017 | Portugal | Italia    |
| 2018 | Israel   | Israel    |
| 2019 | Italia   | Rusia     |
| 2021 | Francia  | Italia    |
| 2022 | España   | Ucrania   |
| 2023 | Italia   | Finlandia |
| 2024 | Suiza    | Israel    |
| 2025 | Italia   | Grecia    |

## Galería de imágenes
|                           |
| Miodio en Belgrado (2008) |

|                                   |
| Valentina Monetta en Malmö (2013) |

|                                        |
| Valentina Monetta en Copenhague (2014) |

|                                                    |
| Anita Simoncini y Michele Perniola en Viena (2015) |

|                            |
| Serhat en Estocolmo (2016) |

|                                                  |
| Valentina Monetta y Jimmie Wilson en Kiev (2017) |

|                                            |
| Jessika y Jenifer Brening en Lisboa (2018) |

|                           |
| Serhat en Tel Aviv (2019) |

|                               |
| Achille Lauro en Turín (2022) |

|                                  |
| Piqued Jacks en Liverpool (2023) |

|                        |
| Megara en Malmö (2024) |